# Tres colores
La trilogía Tres colores (o Trilogía de los colores) es el nombre de una colección de tres películas dirigidas por Krzysztof Kieślowski: Tres colores: Azul (1993), Tres colores: Blanco (1994) y Tres colores: Rojo (1994).
La trilogía fue una coproducción entre Francia, Polonia y Suiza, y está en francés, con excepción de Blanco que está en polaco y francés. Las tres películas fueron coescritas por Kieślowski y Krzysztof Piesiewicz (con la consultora de historias Agnieszka Holland y Sławomir Idziak), producidas por Marin Karmitz y música compuesta por Zbigniew Preisner.
Rojo recibió nominaciones a Mejor director, Mejor guion original y Mejor fotografía en la edición 67.º de los Premios Óscar. 

## Temas
Azul, blanco y rojo son los colores de la bandera francesa en orden de izquierda a derecha, y la historia de cada película se basa vagamente en uno de los tres ideales políticos del lema de la República Francesa: libertad, igualdad, fraternidad. Al igual que con el tratamiento de los Diez Mandamientos en Dekalog, la ilustración de estos principios es a menudo ambigua e irónica.
La trilogía también se interpreta respectivamente como una antitragedia, una anticomedia y un antirromance.

## Conexiones y patrones
Una característica común de las tres películas es la de un vínculo subyacente o un elemento que mantiene al protagonista ligado a su pasado.

## Películas
Tres colores: Azul
- Juliette Binoche - Julie
- Benoît Régent - Olivier
- Florence Pernel - Sandrine

Tres colores: Blanco
- Zbigniew Zamachowski - Karol
- Julie Delpy - Dominique
- Janusz Gajos - Mikolaj

Tres colores: Rojo
- Irène Jacob - Valentine
- Jean-Louis Trintignant - Joseph
- Jean-Pierre Lorit - Auguste

## Banda sonora
La música para las tres partes de la trilogía fue compuesta por Zbigniew Preisner e interpretada por el coro de la Filarmónica de Silesia junto con la Sinfonía Varsovia.